# Twisp River
Der Twisp River ist ein rechter Nebenfluss des Methow River im Okanogan County im US-Bundesstaat Washington. Er ist etwa 42 km lang. Der Name des Flusses stammt vom Ortsnamen [txwə́c’p] aus dem Okanagan, der möglicherweise „Wespe“ bedeutet.

## Verlauf
Der Twisp River entspringt in der Nördlichen Kaskadenkette. Generell ostwärts fließend, entwässert der Twisp River die Berge südlich des Washington Pass wie auch die Osthänge der Sawtooth Ridge, einer Hauptkette mit einigen der höchsten Gipfel in Washington (wie z. B. Star Peak und Mt. Bigelow).
Der Twisp River mündet in der Stadt Twisp in den Methow River.

## Trivia
1945 wurde eine japanische Ballonbombe auf dem Twisp River gesichtet.